# Mali nos Jogos Olímpicos de Verão de 2024
Mali participou dos Jogos Olímpicos de Verão de 2024, realizados em Paris, na França. Foi a 15.ª aparição do país nos Jogos Olímpicos de Verão desde a estreia em Tóquio 1964.
Foi representado por 24 atletas que competiram em cinco esportes, mas nenhum conquistou medalhas.

## Competidores
Esta foi a participação por modalidade nesta edição:
| Esporte   | Masculino | Feminino | Total |
| --------- | --------- | -------- | ----- |
| Atletismo | 1         | 0        | 1     |
| Boxe      | 0         | 1        | 1     |
| Futebol   | 19        | 0        | 19    |
| Natação   | 1         | 1        | 2     |
| Taekwondo | 1         | 0        | 1     |
| Total     | 22        | 2        | 24    |

## Desempenho

### Atletismo
Masculino
Eventos de pista
| Atleta       | Evento | Preliminar | Preliminar | Baterias    | Baterias    | Semifinal   | Semifinal   | Final       | Final       | Ref.  |
| Atleta       | Evento | Tempo      | Pos.       | Tempo       | Pos.        | Tempo       | Pos.        | Tempo       | Pos.        | Ref.  |
| ------------ | ------ | ---------- | ---------- | ----------- | ----------- | ----------- | ----------- | ----------- | ----------- | ----- |
| Fodé Sissoko | 100 m  | 10.66      | 4          | Não avançou | Não avançou | Não avançou | Não avançou | Não avançou | Não avançou | [ 5 ] |

### Boxe
Feminino
| Atleta        | Evento    | Primeira fase        | Oitavas              | Quartas              | Semifinal            | Final                | Final       | Ref.  |
| Atleta        | Evento    | Adversário Resultado | Adversário Resultado | Adversário Resultado | Adversário Resultado | Adversário Resultado | Pos.        | Ref.  |
| ------------- | --------- | -------------------- | -------------------- | -------------------- | -------------------- | -------------------- | ----------- | ----- |
| Marine Camara | Até 57 kg | TUR E Yıldız D 0–5   | Não avançou          | Não avançou          | Não avançou          | Não avançou          | Não avançou | [ 6 ] |

### Futebol
Masculino
A seleção nacional masculina do Mali se classificou para as Olimpíadas ao vencer a disputa pelo terceiro lugar no Campeonato Africano Sub-23 de 2023.
Elenco
A delegação foi composta de 19 jogadores:
- Lassine Diarra
- Fodé Doucouré
- Hamidou Diallo
- Mamadou Tounkara
- Ibrahima Cissé
- Coli Saco
- Wilson Samaké
- Boubacar Traoré
- Cheickna Doumbia
- Salam Jiddou
- Thiemoko Diarra
- Issouf Sissokho
- Brahima Diarra
- Demba Diallo
- Mohamed Cisset
- Oumar Coulibaly
- Ahmed Diomandé
- Moussa Diakité
- Lassine Soumaoro

Fase de grupos
| Pos | Equipe   | Pts | J | V | E | D | GP | GC | SG | Classificado     |
| --- | -------- | --- | - | - | - | - | -- | -- | -- | ---------------- |
| 1   | Japão    | 9   | 3 | 3 | 0 | 0 | 7  | 0  | +7 | Quartas de final |
| 2   | Paraguai | 6   | 3 | 2 | 0 | 1 | 5  | 7  | −2 | Quartas de final |
| 3   | Mali     | 1   | 3 | 0 | 1 | 2 | 1  | 3  | −2 |                  |
| 4   | Israel   | 1   | 3 | 0 | 1 | 2 | 3  | 6  | −3 |                  |

| 24 de julho | Mali        | 1 – 1     | Israel               | Parc des Princes, Paris                                 |
| 21:00       | Doumbia 63' | Relatório | H. Diallo 56' (g.c.) | Público: 26 305 Árbitro: NZL Campbell-Kirk Kawana-Waugh |

| 27 de julho | Japão        | 1 – 0     | Mali | Stade de Bordeaux, Bordeaux             |
| 21:00       | Yamamoto 82' | Relatório |      | Público: 9 893 Árbitro: BRA Edina Alves |

| 30 de julho | Paraguai        | 1 – 0     | Mali | Parc des Princes, Paris                      |
| 21:00       | M. Fernández 5' | Relatório |      | Público: 35 736 Árbitro: UZB Ilgiz Tantashev |

### Natação
Masculino
| Atleta        | Evento      | Eliminatórias | Eliminatórias | Semifinal   | Semifinal   | Final       | Final       | Ref.   |
| Atleta        | Evento      | Tempo         | Pos.          | Tempo       | Pos.        | Tempo       | Pos.        | Ref.   |
| ------------- | ----------- | ------------- | ------------- | ----------- | ----------- | ----------- | ----------- | ------ |
| Alexien Kouma | 100 m livre | 56.34         | 76            | Não avançou | Não avançou | Não avançou | Não avançou | [ 12 ] |

Feminino
| Atleta          | Evento     | Eliminatórias | Eliminatórias | Semifinal   | Semifinal   | Final       | Final       | Ref.   |
| Atleta          | Evento     | Tempo         | Pos.          | Tempo       | Pos.        | Tempo       | Pos.        | Ref.   |
| --------------- | ---------- | ------------- | ------------- | ----------- | ----------- | ----------- | ----------- | ------ |
| Aichata Diabate | 50 m livre | 31.90         | 69            | Não avançou | Não avançou | Não avançou | Não avançou | [ 13 ] |

### Taekwondo
Masculino
| Atleta           | Evento    | Preliminar            | Oitavas              | Quartas              | Semifinais           | Repescagem           | Final / DB           | Final / DB  | Ref.   |
| Atleta           | Evento    | Adversário Resultado  | Adversário Resultado | Adversário Resultado | Adversário Resultado | Adversário Resultado | Adversário Resultado | Pos.        | Ref.   |
| ---------------- | --------- | --------------------- | -------------------- | -------------------- | -------------------- | -------------------- | -------------------- | ----------- | ------ |
| Ismaël Coulibaly | Até 80 kg | KAZ B Toleugali D 1–2 | Não avançou          | Não avançou          | Não avançou          | Não avançou          | Não avançou          | Não avançou | [ 14 ] |